# Kuno von Meyer
Kuno von Meyer (Arnswalde, 27 dicembre 1913 – Argentina, 25 gennaio 2010) è stato un militare tedesco, decorato con la Croce di Cavaliere della Croce di Ferro con foglie di quercia nel corso della seconda guerra mondiale.

## Biografia
Nacque a Arnswalde, Pomerania, il 27 dicembre 1913. Si arruolò nella Werhmacht il 1 giugno 1934, assegnato nel 6º Reggimento di cavalleria come aspirante ufficiale (Fahnenjunker). Nel gennaio 1935 iniziò a frequentare la scuola di guerra di Dresda e poi giunse a Sennelager come aspirante ufficiale anziano (Oberfähnrich) per il corso di addestramento per comandanti di plotone. Fu poi trasferito al Reggimento di cavalleria "Schwedt" e promosso sottotenente il 1° aprile 1936. Il 1° aprile 1939 fu trasferito al 6° Reggimento di cavalleria e promosso tenente. All'inizio della seconda guerra mondiale divenne aiutante di campo del 21° Reggimento di cavalleria, con il quale prese parte alla campagna sul fronte occidentale nel maggio 1940. Nel novembre 1941 divenne comandante della 9ª Compagnia del 24. Panzer-Regiment della 24. Panzer-Division e il 1° aprile 1942 fu promosso Rittmeister. Il 10 gennaio 1943 gli fu conferita la Croce militare tedesca in oro per il coraggio personale dimostrato. Ferito il 23 gennaio 1943, fu evacuato in aereo dalla sacca di Stalingrado, mentre in quello stesso mese, la divisione fu distrutta nei pressi della città. Nel marzo del 1943 la divisione fu ricostituita a Lisses, in Francia, e lui assunse il comando del I./Panzergrenadier Regiment 24. Il 1° aprile 1944 fu promosso maggiore e dal giugno 1944 combatté sul fronte dello sbarco in Normandia. Per il suo servizio in combattimento nella sacca di Falaise, il 26 novembre 1944 gli fu conferita la Croce di Cavaliere della Croce di Ferro. Rimasto ferito in queste battaglie, dopo la sua guarigione nell'autunno del 1944 divenne comandante della scuola ufficiali di Königsbrück e il 9 novembre 1944 fu promosso tenente colonnello. Nel gennaio 1945 assunse il comando del Panzer-Regiment "Coburg", Panzer-Brigade 103, di stanza nella Bassa Slesia. Per le sue eccezionali prestazioni in combattimento a Lauan, il 23 marzo 1945 gli furono conferite le Foglie di Quercia sulla Croce di Cavaliere della Croce di Ferro, 795° militare tedesco a riceverle. Tra il 14 e il 17 aprile, nel corso dell'attacco sovietico contro Berlino, il suo reggimento perse 17 carri armati Sd.Kfz. 171 Panther e 5 Sd.Kfz. 181 Tiger I. Il 4 maggio successivo il reggimento cessò di esistere come unità combattente. Trasferitosi in Argentina dopo la fine del conflitto, si spense il 25 gennaio 2010.